# Temporada 2023 de la NASCAR Cup Series
La NASCAR Cup Series 2023 será la temporada número 75 para las carreras profesionales de autos stock de NASCAR en los Estados Unidos y la temporada 52 para la Serie de la Copa de la era moderna. La temporada comenzará con el Busch Light Clash en el Los Angeles Memorial Coliseum el 5 de febrero. A esa carrera le seguirán las carreras clasificatorias del Daytona Duel y la edición 65 de las 500 Millas de Daytona el 19 de febrero, ambas en el Daytona International Speedway. La temporada terminará con la carrera de campeonato de la NASCAR Cup Series en Phoenix Raceway el 5 de noviembre.
Esta temporada será la última para el campeón de 2014 y piloto de Stewart-Haas Racing, Kevin Harvick, quien anunció sus planes de retirarse al final de la temporada el 12 de enero de 2023.

## Equipos y pilotos

### Temporada completa
| Fabricante | Equipo                   | N.º | Piloto                     |
| ---------- | ------------------------ | --- | -------------------------- |
| Chevrolet  | Hendrick Motorsports     | 5   | Kyle Larson                |
| Chevrolet  | Hendrick Motorsports     | 9   | Chase Elliott 29 carreras  |
| Chevrolet  | Hendrick Motorsports     | 9   | Josh Berry 5 carreras      |
| Chevrolet  | Hendrick Motorsports     | 9   | Jordan Taylor 1 carreras   |
| Chevrolet  | Hendrick Motorsports     | 9   | Corey Lajoie 1 carreras    |
| Chevrolet  | Hendrick Motorsports     | 24  | William Byron              |
| Chevrolet  | Hendrick Motorsports     | 48  | Alex Bowman                |
| Chevrolet  | JTG Daugherty Racing     | 47  | Ricky Stenhouse Jr.        |
| Chevrolet  | Kaulig Racing            | 16  | A. J. Allmendinger         |
| Chevrolet  | Kaulig Racing            | 31  | Justin Haley               |
| Chevrolet  | Legacy Motor Club        | 42  | Noah Gragson (R)           |
| Chevrolet  | Legacy Motor Club        | 42  | Grant Enfinger 1 carreras  |
| Chevrolet  | Legacy Motor Club        | 43  | Erik Jones                 |
| Chevrolet  | Live Fast Motorsports    | 78  | B. J. McLeod 11 carreras   |
| Chevrolet  | Live Fast Motorsports    | 78  | Por anunciar 32 carreras   |
| Chevrolet  | Live Fast Motorsports    | 78  | Josh Bilicki 3 carreras    |
| Chevrolet  | Live Fast Motorsports    | 78  | Anthony Alfredo 2 carreras |
| Chevrolet  | Richard Childress Racing | 3   | Austin Dillon              |
| Chevrolet  | Richard Childress Racing | 8   | Kyle Busch                 |
| Chevrolet  | Spire Motorsports        | 7   | Corey LaJoie               |
| Chevrolet  | Spire Motorsports        | 77  | Ty Dillon                  |
| Chevrolet  | Trackhouse Racing Team   | 1   | Ross Chastain              |
| Chevrolet  | Trackhouse Racing Team   | 99  | Daniel Suárez              |
| Ford       | Front Row Motorsports    | 34  | Michael McDowell           |
| Ford       | Front Row Motorsports    | 38  | Todd Gilliland 30 carreras |
| Ford       | Front Row Motorsports    | 38  | Zane Smith 6 carreras      |
| Ford       | RFK Racing               | 6   | Brad Keselowski            |
| Ford       | RFK Racing               | 17  | Chris Buescher             |
| Ford       | Rick Ware Racing         | 15  | Riley Herbst 2 carreras    |
| Ford       | Rick Ware Racing         | 15  | J. J. Yeley 2 carreras     |
| Ford       | Rick Ware Racing         | 15  | Todd Gilliland 5 carreras  |
| Ford       | Rick Ware Racing         | 15  | Jenson Button 3 carreras   |
| Ford       | Rick Ware Racing         | 15  | Por anunciar 23 carreras   |
| Ford       | Rick Ware Racing         | 51  | Cody Ware                  |
| Ford       | Stewart-Haas Racing      | 4   | Kevin Harvick              |
| Ford       | Stewart-Haas Racing      | 10  | Aric Almirola              |
| Ford       | Stewart-Haas Racing      | 14  | Chase Briscoe              |
| Ford       | Stewart-Haas Racing      | 41  | Ryan Preece                |
| Ford       | Team Penske              | 2   | Austin Cindric             |
| Ford       | Team Penske              | 12  | Ryan Blaney                |
| Ford       | Team Penske              | 22  | Joey Logano                |
| Ford       | Wood Brothers Racing     | 21  | Harrison Burton            |
| Toyota     | 23XI Racing              | 23  | Bubba Wallace              |
| Toyota     | 23XI Racing              | 45  | Tyler Reddick              |
| Toyota     | Joe Gibbs Racing         | 11  | Denny Hamlin               |
| Toyota     | Joe Gibbs Racing         | 19  | Martin Truex Jr.           |
| Toyota     | Joe Gibbs Racing         | 20  | Christopher Bell           |
| Toyota     | Joe Gibbs Racing         | 54  | Ty Gibbs (R)               |

### Temporada parcial
| Fabricante | Equipo                           | N.º | Piloto             | Rondas       |
| ---------- | -------------------------------- | --- | ------------------ | ------------ |
| Chevrolet  | 3F Racing                        | 30  | Por anunciar       | Por anunciar |
| Chevrolet  | Beard Motorsports                | 62  | Austin Hill        | 6 carreras   |
| Chevrolet  | Kaulig Racing                    | 13  | Chandler Smith     | 4 carreras   |
| Chevrolet  | Kaulig Racing                    | 13  | Jonathan Davenport | 1 carreras   |
| Chevrolet  | Legacy Motor Club                | 84  | Jimmie Johnson     | Por anunciar |
| Chevrolet  | The Money Team Racing            | 50  | Conor Daly         | 7 carreras   |
| Chevrolet  | Trackhouse Racing Team           | 91  | Kimi Räikkönen     | 1 carreras   |
| Chevrolet  | Trackhouse Racing Team           | 91  | Por anunciar       | Por anunciar |
| Ford       | Finishline Motorsports Marketing | 80  | J. J. Yeley        | 1 carreras   |
| Ford       | Front Row Motorsports            | 36  | Zane Smith         | 1 carreras   |
| Ford       | Front Row Motorsports            | 36  | Todd Gilliland     | 1 carreras   |
| Toyota     | 23XI Racing                      | 67  | Travis Pastrana    | 1 carreras   |

### Cambios potenciales y rumoreados

#### Equipos
- El 9 de octubre de 2021, cuando se anunció que el equipo Hezeberg debutaría en la Serie de la Copa a tiempo parcial con el auto N.º 27 en 2022, el equipo declaró que esperaba presentar el auto a tiempo completo en 2023. A partir de enero 2023, el equipo aún tiene que reafirmar este plan.
- El 20 de junio de 2022, Cody Efaw, gerente general de Niece Motorsports, declaró que el equipo podría expandirse a la Serie de la Copa en 2023. Probablemente presentarían un auto de medio tiempo. Efaw declaró que le gustaría que Carson Hocevar, uno de los pilotos de tiempo completo de la Serie de Camionetas del equipo, condujera para el equipo en la Serie de la Copa.
- El 25 de junio de 2022, Dale Earnhardt Jr. declaró en un episodio de The Dale Jr. Download que su equipo de la Serie Xfinity, JR Motorsports, podría expandirse a la Serie de la Copa. El 28 de junio, la copropietaria de JRM, Kelley Earnhardt Miller, declaró en SiriusXM NASCAR Radio que si JRM debuta en la Serie de la Copa, lo más probable es que el equipo solo presente un auto a tiempo parcial en 2023 antes de correr a tiempo completo en el futuro.
- El 11 de octubre de 2022, el miembro del Salón de la Fama de la NFL, Tim Brown, reveló en el pódcast The Bag con Rashad Jennings y Lindsay McCormick que ha estado considerando ingresar a NASCAR como propietario de un equipo. Estaba listo para comenzar un equipo en la década de 2000 que habría tenido una alianza con lo que entonces se conocía como Roush Fenway Racing, pero el acuerdo fracasó después de la Gran Recesión.
- El 30 de noviembre de 2022, Adam Stern de Sports Business Journal informó que Phyllis Newhouse, fundadora de la firma de seguridad cibernética Xtreme Solutions, ha estado considerando ingresar a NASCAR como propietaria de un equipo. Se convertiría en la primera mujer afroamericana en ser propietaria de un equipo de NASCAR.

#### Pilotos
- El 16 de junio de 2022, Brodie Kostecki, quien compite en el Campeonato Repco Supercars en Australia y anteriormente condujo en lo que ahora es la ARCA Menards Series East en 2013 y 2014, expresó su interés en regresar a NASCAR y hacer su debut en la Cup Series en 2023. Kostecki podría ser candidato para el auto Trackhouse N.º 91 ya que cumple con los criterios para el programa Project91 del equipo: ser un piloto internacional (Australia) de otra serie de carreras (Supercars).
- El 18 de junio de 2022, después de ganar la carrera Superstar Racing Experience (SRX) en Five Flags Speedway, Hélio Castroneves declaró que Don Hawk, el director ejecutivo de SRX, intentaría encontrarle un lugar en las 500 Millas de Daytona si ganaba un SRX. la raza. Sería el debut del cuatro veces ganador de las 500 Millas de Indianápolis en NASCAR. El auto Trackhouse N.º 91 es visto como el auto más probable que Castroneves podría conducir en la carrera si cumple con los criterios del programa Project91 del equipo: ser un piloto internacional (Brasil) de otra serie de carreras (IndyCar). El 22 de noviembre, Adam Stern de Sports Business Journal tuiteó que Castroneves era candidato para conducir el auto Trackhouse N.º 91 y el auto The Money Team Racing N.º 50 en las 500 Millas de Daytona, y el copropietario de Money Team, Willy Auchmoody, lo confirmó en una entrevista. con TobyChristie.com el 5 de diciembre que el equipo habló con Castroneves sobre la posibilidad de conducir para ellos en las 500 Millas de Daytona.
- El 27 de julio de 2022, Daniil Kvyat declaró que le gustaría concentrarse en competir en NASCAR después de haber debutado con el equipo Hezeberg en la Verizon 200 de 2022 en Brickyard en lugar de regresar a la Fórmula 1 u otra serie de carreras en Europa. (Kvyat es de Rusia y vino a los Estados Unidos después de la invasión rusa de Ucrania en 2022). Todavía tiene que anunciar planes específicos, aunque ha insinuado que quiere correr a tiempo completo en la Serie de la Copa u otra serie de NASCAR.

## Cambios de reglas
- Se espera que NASCAR presente un paquete de "clima húmedo" para pistas cortas en 2023 en respuesta a los retrasos por lluvia. El paquete consistirá en un limpiaparabrisas, aletas detrás de las ruedas, luces traseras y neumáticos para lluvia.
- Debido a preocupaciones de seguridad de la temporada 2022 con conductores que sufrieron conmociones cerebrales y se sintieron doloridos debido a choques traseros, NASCAR realizó cambios en la estructura trasera de Next Gen para 2023 para crear una zona de deformación más grande con la esperanza de que evitará que la energía de esos impactos que afecten al conductor. El ajuste también incluye ligeros cambios en la sección central del automóvil.

## Calendario
El calendario de 2023 se publicó el 14 de septiembre de 2022. Las 500 Millas de Daytona de 2023 se llevarán a cabo el domingo 19 de febrero. El final de la temporada será en Phoenix Raceway nuevamente en 2023 durante el primer fin de semana de noviembre. El Busch Light Clash regresará a Los Angeles Memorial Coliseum por segundo año consecutivo y la carrera se llevará a cabo el 5 de febrero, que nuevamente es una semana antes del Super Bowl y dos semanas antes de las 500 Millas de Daytona.
| N.º                      | Nombre de la carrera                                   | Pista                                                           | Fecha            | Hora (Eastern Time) |
| ------------------------ | ------------------------------------------------------ | --------------------------------------------------------------- | ---------------- | ------------------- |
|                          | Busch Light Clash at The Coliseum                      | Los Angeles Memorial Coliseum, Los Angeles, California          | 5 de febrero     | 8pm                 |
| Bluegreen Vacations Duel | Daytona International Speedway, Daytona Beach, Florida | 16 de febrero                                                   | 7pm              |                     |
| 1                        | Daytona International Speedway, Daytona Beach, Florida | 500 Millas de Daytona                                           | 19 de febrero    | 2:30pm              |
| 2                        | Pala Casino 400                                        | Auto Club Speedway, Fontana, California                         | 26 de febrero    | 3:30pm              |
| 3                        | Pennzoil 400                                           | Las Vegas Motor Speedway, Las Vegas, Nevada                     | 5 de marzo       | 3:30pm              |
| 4                        | Ruoff Mortgage 500                                     | Phoenix Raceway, Avondale, Arizona                              | 12 de marzo      | 3:30pm              |
| 5                        | Ambetter Health 400                                    | Atlanta Motor Speedway, Hampton, Georgia                        | 19 de marzo      | 3pm                 |
| 6                        | EchoPark Automotive Grand Prix                         | Circuit of the Americas, Austin, Texas                          | 26 de marzo      | 3:30pm              |
| 7                        | Toyota Owners 400                                      | Richmond Raceway, Richmond, Virginia                            | 2 de abril       | 3:30pm              |
| 8                        | Food City Dirt Race                                    | Bristol Motor Speedway (Dirt Course), Bristol, Tennessee        | 9 de abril       | 7pm                 |
| 9                        | Blue-Emu Maximum Pain Relief 400                       | Martinsville Speedway, Ridgeway, Virginia                       | 16 de abril      | 3pm                 |
| 10                       | GEICO 500                                              | Talladega Superspeedway, Lincoln, Alabama                       | 23 de abril      | 3pm                 |
| 11                       | DuraMAX Drydene 400                                    | Dover Motor Speedway, Dover, Delaware                           | 30 de abril      | 2pm                 |
| 12                       | AdventHealth 400                                       | Kansas Speedway, Kansas City, Kansas                            | 7 de mayo        | 3pm                 |
| 13                       | Goodyear 400                                           | Darlington Raceway, Darlington, Carolina del Sur                | 14 de mayo       | 3pm                 |
|                          | NASCAR All-Star Race                                   | North Wilkesboro Speedway, North Wilkesboro, Carolina del Norte | 21 de mayo       | 8pm                 |
| 14                       | Coca-Cola 600                                          | Charlotte Motor Speedway, Concord, Carolina del Norte           | 28 de mayo       | 6:30pm              |
| 15                       | Enjoy Illinois 300 presented by TicketSmarter          | World Wide Technology Raceway, Madison, Illinois                | 4 de junio       | 6:30pm              |
| 16                       | Toyota/Save Mart 350                                   | Sonoma Raceway, Sonoma, California                              | 11 de junio      | 6:30pm              |
| 17                       | Ally 400                                               | Nashville Superspeedway, Lebanon, Tennessee                     | 25 de junio      | 7pm                 |
| 18                       | NASCAR Cup Series Race at Chicago                      | Chicago Street Course, Chicago, Illinois                        | 2 de julio       | 5:30pm              |
| 19                       | Quaker State 400 Presented by Walmart                  | Atlanta Motor Speedway, Hampton, Georgia                        | 9 de julio       | 7pm                 |
| 20                       | Crayon 301                                             | New Hampshire Motor Speedway, Loudon, Nuevo Hampshire           | 16 de julio      | 2:30pm              |
| 21                       | Pocono 400                                             | Pocono Raceway, Long Pond, Pensilvania                          | 23 de julio      | 2:30pm              |
| 22                       | Federated Auto Parts 400                               | Richmond Raceway, Richmond, Virginia                            | 30 de julio      | 3pm                 |
| 23                       | FireKeepers Casino 400                                 | Michigan International Speedway, Brooklyn, Míchigan             | 6 de agosto      | 2:30pm              |
| 24                       | Verizon 200 at the Brickyard                           | Indianapolis Motor Speedway (Road Course), Speedway, Indiana    | 13 de agosto     | 2:30pm              |
| 25                       | Go Bowling at The Glen                                 | Watkins Glen International, Watkins Glen, Nueva York            | 20 de agosto     | 3pm                 |
| 26                       | Coke Zero Sugar 400                                    | Daytona International Speedway, Daytona Beach, Florida          | 26 de agosto     | 7pm                 |
| Playoff                  |                                                        |                                                                 |                  |                     |
| Ronda de 16              |                                                        |                                                                 |                  |                     |
| 27                       | Cook Out Southern 500                                  | Darlington Raceway, Darlington, Carolina del Sur                | 3 de septiembre  | 6pm                 |
| 28                       | Hollywood Casino 400 Presented by Barstool Sportsbook  | Kansas Speedway, Kansas City, Kansas                            | 10 de septiembre | 3pm                 |
| 29                       | Bass Pro Shops Night Race                              | Bristol Motor Speedway, Bristol, Tennessee                      | 16 de septiembre | 7:30pm              |
| Ronda de 12              |                                                        |                                                                 |                  |                     |
| 30                       | Autotrader EchoPark Automotive 400                     | Texas Motor Speedway, Fort Worth, Texas                         | 24 de septiembre | 3:30pm              |
| 31                       | YellaWood 500                                          | Talladega Superspeedway, Lincoln, Alabama                       | 1 de octubre     | 2:30pm              |
| 32                       | Bank of America Roval 400                              | Charlotte Motor Speedway (Roval), Concord, Carolina del Norte   | 8 de octubre     | 2pm                 |
| Ronda de 8               |                                                        |                                                                 |                  |                     |
| 33                       | South Point 400                                        | Las Vegas Motor Speedway, Las Vegas, Nevada                     | 15 de octubre    | 2:30pm              |
| 34                       | Dixie Vodka 400                                        | Homestead-Miami Speedway, Homestead, Florida                    | 22 de octubre    | 2:30pm              |
| 35                       | Xfinity 500                                            | Martinsville Speedway, Ridgeway, Virginia                       | 29 de octubre    | 2pm                 |
| Final                    |                                                        |                                                                 |                  |                     |
| 36                       | NASCAR Cup Series Championship Race                    | Phoenix Raceway, Avondale, Arizona                              | 5 de noviembre   | 3pm                 |

Las carreras en negrita indican una carrera del Grand Slam de NASCAR.

## Campeonato y resultados
Fuente:

### Resultados por carrera
| N.º   | Carrera                           | Pole position    | Más vueltas lideradas | Ganador             | Fabricante |
| ----- | --------------------------------- | ---------------- | --------------------- | ------------------- | ---------- |
| 001 ! | Busch Light Clash at The Coliseum | Aric Almirola    | Ryan Preece           | Martin Truex Jr.    | Toyota     |
| 002 ! | Bluegreen Vacations Duel 1        | Alex Bowman      | Ryan Blaney           | Joey Logano         | Ford       |
| 003 ! | Bluegreen Vacations Duel 2        | Kyle Larson      | Kyle Busch            | Aric Almirola       | Ford       |
| 1     | Daytona 500                       | Alex Bowman      | Brad Keselowski       | Ricky Stenhouse Jr. | Chevrolet  |
| 2     | Pala Casino 400                   | Christopher Bell | Ross Chastain         | Kyle Busch          | Chevrolet  |
| 3     | Pennzoil 400                      | Joey Logano      | William Byron         | William Byron       | Chevrolet  |
| 4     | United Rentals Work United 500    | Kyle Larson      | Kyle Larson           | William Byron       | Chevrolet  |
| 5     | Ambetter Health 400               | Joey Logano      | Joey Logano           | Joey Logano         | Ford       |
| 6     | EchoPark Automotive Grand Prix    | William Byron    | Tyler Reddick         | Tyler Reddick       | Toyota     |
| 7     |                                   |                  |                       |                     |            |

### Campeonato de Pilotos
| Pos.                       | Piloto              | DAY  | CAL  | LVS  | PHO | ATL | COA | RCH  | BRI | MAR  | TAL | DOV | KAN | DAR | CLT | GTW | SON | NSH | CSC | ATL | NHA | POC | RCH | MCH | IND | GLN | DAY |     | DAR | KAN | BRI | TEX | TAL | CLT | LVS | HOM | MAR | PHO    | Puntos          | Puntos de etapa   | Puntos de playoff |
| -------------------------- | ------------------- | ---- | ---- | ---- | --- | --- | --- | ---- | --- | ---- | --- | --- | --- | --- | --- | --- | --- | --- | --- | --- | --- | --- | --- | --- | --- | --- | --- | --- | --- | --- | --- | --- | --- | --- | --- | --- | --- | ------ | --------------- | ----------------- | ----------------- |
| 1                          | Christopher Bell    | 3    | 32   | 5    | 6   | 3   | 31  | 4    | 1*  | 16   | 8   |     |     |     |     |     |     |     |     |     |     |     |     |     |     |     |     |     |     |     |     |     |     |     |     |     |     | 331    | 56              | 5                 |                   |
| 2                          | Ross Chastain       | 92   | 3*12 | 12   | 24  | 13  | 4   | 3    | 28  | 13   | 23  |     |     |     |     |     |     |     |     |     |     |     |     |     |     |     |     |     |     |     |     |     |     |     |     |     |     | 319    | 81              | 3                 |                   |
| 3                          | Kevin Harvick       | 12   | 5    | 9    | 5   | 33  | 13  | 5    | 9   | 202  | 21  |     |     |     |     |     |     |     |     |     |     |     |     |     |     |     |     |     |     |     |     |     |     |     |     |     |     | 311    | 68              | 1                 |                   |
| 4                          | Kyle Larson         | 18   | 29   | 2    | 4*2 | 31  | 14  | 1    | 351 | 1    | 33  |     |     |     |     |     |     |     |     |     |     |     |     |     |     |     |     |     |     |     |     |     |     |     |     |     |     | 295    | 80              | 12                |                   |
| 5                          | Kyle Busch          | 19   | 1    | 14   | 8   | 10  | 2   | 14   | 32  | 21   | 1   |     |     |     |     |     |     |     |     |     |     |     |     |     |     |     |     |     |     |     |     |     |     |     |     |     |     | 290    | 34              | 10                |                   |
| 6                          | Tyler Reddick       | 39   | 34   | 15   | 3   | 5   | 1*2 | 16   | 2   | 22   | 16  |     |     |     |     |     |     |     |     |     |     |     |     |     |     |     |     |     |     |     |     |     |     |     |     |     |     | 286    | 62              | 7                 |                   |
| 7                          | Martin Truex Jr.    | 15   | 11   | 7    | 17  | 19  | 17  | 11   | 7   | 3    | 27  |     |     |     |     |     |     |     |     |     |     |     |     |     |     |     |     |     |     |     |     |     |     |     |     |     |     | 281    | 42              | –                 |                   |
| 8                          | Ryan Blaney         | 8    | 26   | 13   | 2   | 7   | 21  | 26   | 23  | 7    | 2*  |     |     |     |     |     |     |     |     |     |     |     |     |     |     |     |     |     |     |     |     |     |     |     |     |     |     | 276    | 33              | –                 |                   |
| 9                          | Alex Bowman         | 5    | 8    | 3    | 9   | 14  | 3   | 8    | 29  | 11   | 13  |     |     |     |     |     |     |     |     |     |     |     |     |     |     |     |     |     |     |     |     |     |     |     |     |     |     | 270    | 56              | -5                |                   |
| 10                         | Denny Hamlin        | 17   | 6    | 11   | 23  | 6   | 16  | 202  | 22  | 4    | 17  |     |     |     |     |     |     |     |     |     |     |     |     |     |     |     |     |     |     |     |     |     |     |     |     |     |     | 270    | 66              | 1                 |                   |
| 11                         | Joey Logano         | 2    | 10   | 36   | 11  | 1*1 | 28  | 7    | 37  | 2    | 30  |     |     |     |     |     |     |     |     |     |     |     |     |     |     |     |     |     |     |     |     |     |     |     |     |     |     | 268    | 47              | 6                 |                   |
| 12                         | Brad Keselowski     | 22*1 | 7    | 17   | 18  | 2   | 35  | 10   | 17  | 24   | 5   |     |     |     |     |     |     |     |     |     |     |     |     |     |     |     |     |     |     |     |     |     |     |     |     |     |     | 267    | 47              | 1                 |                   |
| 13                         | Ricky Stenhouse Jr. | 1    | 12   | 24   | 19  | 17  | 7   | 35   | 4   | 8    | 15  |     |     |     |     |     |     |     |     |     |     |     |     |     |     |     |     |     |     |     |     |     |     |     |     |     |     | 247    | 15              | 5                 |                   |
| 14                         | William Byron       | 34   | 25   | 1*12 | 1   | 32  | 51  | 24*1 | 13  | 23   | 7   |     |     |     |     |     |     |     |     |     |     |     |     |     |     |     |     |     |     |     |     |     |     |     |     |     |     | 245    | 91              | 10                |                   |
| 15                         | Chase Briscoe       | 35   | 20   | 28   | 7   | 24  | 15  | 12   | 5   | 5    | 4   |     |     |     |     |     |     |     |     |     |     |     |     |     |     |     |     |     |     |     |     |     |     |     |     |     |     | 243    | 28              | –                 |                   |
| 16                         | Chris Buescher      | 4    | 13   | 21   | 15  | 35  | 8   | 30   | 18  | 14   | 3   |     |     |     |     |     |     |     |     |     |     |     |     |     |     |     |     |     |     |     |     |     |     |     |     |     |     | 240    | 24              | –                 |                   |
| 17                         | Daniel Suárez       | 7    | 4    | 10   | 22  | 29  | 27  | 23   | 25  | 17   | 9   |     |     |     |     |     |     |     |     |     |     |     |     |     |     |     |     |     |     |     |     |     |     |     |     |     |     | 229    | 32              | –                 |                   |
| 18                         | Austin Cindric      | 23   | 28   | 6    | 25  | 112 | 6   | 28   | 19  | 33   | 26  |     |     |     |     |     |     |     |     |     |     |     |     |     |     |     |     |     |     |     |     |     |     |     |     |     |     | 213    | 38              | 1                 |                   |
| 19                         | Michael McDowell    | 28   | 18   | 25   | 13  | 21  | 12  | 6    | 11  | 19   | 35  |     |     |     |     |     |     |     |     |     |     |     |     |     |     |     |     |     |     |     |     |     |     |     |     |     |     | 202    | 14              | –                 |                   |
| 20                         | Ty Gibbs (R)        | 25   | 16   | 22   | 28  | 9   | 9   | 9    | 10  | 18   | 31  |     |     |     |     |     |     |     |     |     |     |     |     |     |     |     |     |     |     |     |     |     |     |     |     |     |     | 199    | 6               | –                 |                   |
| 21                         | Bubba Wallace       | 20   | 30   | 4    | 14  | 27  | 37  | 22   | 12  | 9    | 28  |     |     |     |     |     |     |     |     |     |     |     |     |     |     |     |     |     |     |     |     |     |     |     |     |     |     | 191    | 19              | –                 |                   |
| 22                         | Todd Gilliland      | 27   | 17   | 31   | 32  | 15  | 10  | 15   | 8   | 25   | 10  |     |     |     |     |     |     |     |     |     |     |     |     |     |     |     |     |     |     |     |     |     |     |     |     |     |     | 189    | 5               | –                 |                   |
| 23                         | Corey LaJoie        | 16   | 14   | 20   | 26  | 4   | 11  | 21   | 30  | 26   | 25  |     |     |     |     |     |     |     |     |     |     |     |     |     |     |     |     |     |     |     |     |     |     |     |     |     |     | 185    | 2               | –                 |                   |
| 24                         | Aric Almirola       | 21   | 35   | 16   | 33  | 30  | 30  | 13   | 31  | 6    | 222 |     |     |     |     |     |     |     |     |     |     |     |     |     |     |     |     |     |     |     |     |     |     |     |     |     |     | 168    | 25              | 1                 |                   |
| 25                         | Erik Jones          | 37   | 19   | 19   | 21  | 8   | 23  | 31   | 14  | 31   | 6   |     |     |     |     |     |     |     |     |     |     |     |     |     |     |     |     |     |     |     |     |     |     |     |     |     |     | 165    | 3               | –                 |                   |
| 26                         | Justin Haley        | 32   | 21   | 8    | 27  | 22  | 19  | 29   | 6   | 28   | 19  |     |     |     |     |     |     |     |     |     |     |     |     |     |     |     |     |     |     |     |     |     |     |     |     |     |     | 163    | 4               | –                 |                   |
| 27                         | A. J. Allmendinger  | 6    | 36   | 18   | 20  | 16  | 34  | 27   | 16  | 27   | 29  |     |     |     |     |     |     |     |     |     |     |     |     |     |     |     |     |     |     |     |     |     |     |     |     |     |     | 152    | 11              | –                 |                   |
| 28                         | Ryan Preece         | 36   | 33   | 23   | 12  | 28  | 32  | 18   | 24  | 15*1 | 34  |     |     |     |     |     |     |     |     |     |     |     |     |     |     |     |     |     |     |     |     |     |     |     |     |     |     | 149    | 33              | 1                 |                   |
| 29                         | Austin Dillon       | 33   | 9    | 27   | 16  | 20  | 33  | 25   | 3   | 12   | 38  |     |     |     |     |     |     |     |     |     |     |     |     |     |     |     |     |     |     |     |     |     |     |     |     |     |     | 123    | 27              | -5                |                   |
| 30                         | Harrison Burton     | 26   | 15   | 26   | 35  | 34  | 22  | 19   | 15  | 29   | 36  |     |     |     |     |     |     |     |     |     |     |     |     |     |     |     |     |     |     |     |     |     |     |     |     |     |     | 121    | 6               | –                 |                   |
| 31                         | Chase Elliott       | 38   | 2    |      |     |     |     |      |     | 10   | 121 |     |     |     |     |     |     |     |     |     |     |     |     |     |     |     |     |     |     |     |     |     |     |     |     |     |     | 120    | 24              | 1                 |                   |
| 32                         | Noah Gragson (R)    | 24   | 22   | 30   | 29  | 12  | 20  | 37   | 33  | 30   | 32  |     |     |     |     |     |     |     |     |     |     |     |     |     |     |     |     |     |     |     |     |     |     |     |     |     |     | 108    | 6               | –                 |                   |
| 33                         | Ty Dillon           | 40   | 31   | 34   | 30  | 23  | 39  | 32   | 21  | 32   | 14  |     |     |     |     |     |     |     |     |     |     |     |     |     |     |     |     |     |     |     |     |     |     |     |     |     |     | 81     | –               | –                 |                   |
| 34                         | Cody Ware           | 14   | 27   | 35   | 34  | 25  | 25  | 34   |     |      |     |     |     |     |     |     |     |     |     |     |     |     |     |     |     |     |     |     |     |     |     |     |     |     |     |     |     | 65     | –               | –                 |                   |
| 35                         | B. J. McLeod        | 30   | 24   | 32   | 36  | 36  |     |      | 26  |      | 18  |     |     |     |     |     |     |     |     |     |     |     |     |     |     |     |     |     |     |     |     |     |     |     |     |     |     | 57     | –               | –                 |                   |
| 36                         | Travis Pastrana     | 11   |      |      |     |     |     |      |     |      |     |     |     |     |     |     |     |     |     |     |     |     |     |     |     |     |     |     |     |     |     |     |     |     |     |     |     | 26     | –               | –                 |                   |
| 37                         | Jenson Button       |      |      |      |     |     | 18  |      |     |      |     |     |     |     |     |     |     |     |     |     |     |     |     |     |     |     |     |     |     |     |     |     |     |     |     |     |     | 19     | –               | –                 |                   |
| 38                         | Jordan Taylor       |      |      |      |     |     | 24  |      |     |      |     |     |     |     |     |     |     |     |     |     |     |     |     |     |     |     |     |     |     |     |     |     |     |     |     |     |     | 16     | 3               | –                 |                   |
| 39                         | Jimmie Johnson      | 31   |      |      |     |     | 38  |      |     |      |     |     |     |     |     |     |     |     |     |     |     |     |     |     |     |     |     |     |     |     |     |     |     |     |     |     |     | 11     | 4               | –                 |                   |
| 40                         | Kimi Räikkönen      |      |      |      |     |     | 29  |      |     |      |     |     |     |     |     |     |     |     |     |     |     |     |     |     |     |     |     |     |     |     |     |     |     |     |     |     |     | 8      | –               | –                 |                   |
| 41                         | Conor Daly          | 29†  |      |      |     |     | 36  |      |     |      |     |     |     |     |     |     |     |     |     |     |     |     |     |     |     |     |     |     |     |     |     |     |     |     |     |     |     | 1      | –               | –                 |                   |
| 42                         | Jonathan Davenport  |      |      |      |     |     |     |      | 36  |      |     |     |     |     |     |     |     |     |     |     |     |     |     |     |     |     |     |     |     |     |     |     |     |     |     |     |     | 1      | –               | –                 |                   |
| No aptos para sumar puntos |                     |      |      |      |     |     |     |      |     |      |     |     |     |     |     |     |     |     |     |     |     |     |     |     |     |     |     |     |     |     |     |     |     |     |     |     |     |        |                 |                   |                   |
|                            | Josh Berry          |      |      | 29   | 10  | 18  |     | 2    | 27  |      |     |     |     |     |     |     |     |     |     |     |     |     |     |     |     |     |     |     |     |     |     |     |     |     |     |     |     |        |                 |                   |                   |
|                            | Riley Herbst        | 10   |      |      |     |     |     |      |     |      | 20  |     |     |     |     |     |     |     |     |     |     |     |     |     |     |     |     |     |     |     |     |     |     |     |     |     |     |        |                 |                   |                   |
|                            | J. J. Yeley         |      | 23   | 33   |     | 26  |     | 36   | 20  | 36   | 11  |     |     |     |     |     |     |     |     |     |     |     |     |     |     |     |     |     |     |     |     |     |     |     |     |     |     |        |                 |                   |                   |
|                            | Zane Smith          | 13   |      |      | 31  |     |     |      |     | 34   | 37  |     |     |     |     |     |     |     |     |     |     |     |     |     |     |     |     |     |     |     |     |     |     |     |     |     |     |        |                 |                   |                   |
|                            | Chandler Smith      | DNQ  |      |      |     |     |     | 17   |     |      |     |     |     |     |     |     |     |     |     |     |     |     |     |     |     |     |     |     |     |     |     |     |     |     |     |     |     |        |                 |                   |                   |
|                            | Austin Hill         | DNQ  |      |      |     |     |     |      |     |      | 24  |     |     |     |     |     |     |     |     |     |     |     |     |     |     |     |     |     |     |     |     |     |     |     |     |     |     |        |                 |                   |                   |
|                            | Josh Bilicki        |      |      |      |     |     | 26  |      |     |      |     |     |     |     |     |     |     |     |     |     |     |     |     |     |     |     |     |     |     |     |     |     |     |     |     |     |     |        |                 |                   |                   |
|                            | Anthony Alfredo     |      |      |      |     |     |     | 33   |     | 35   |     |     |     |     |     |     |     |     |     |     |     |     |     |     |     |     |     |     |     |     |     |     |     |     |     |     |     |        |                 |                   |                   |
|                            | Matt Crafton        |      |      |      |     |     |     |      | 34  |      |     |     |     |     |     |     |     |     |     |     |     |     |     |     |     |     |     |     |     |     |     |     |     |     |     |     |     |        |                 |                   |                   |
|                            | Brennan Poole       |      |      |      |     |     |     |      |     |      |     |     |     |     |     |     |     |     |     |     |     |     |     |     |     |     |     |     |     |     |     |     |     |     |     |     |     |        |                 |                   |                   |
| Pos.                       | Piloto              | DAY  | CAL  | LVS  | PHO | ATL | COA | RCH  | BRI | MAR  | TAL | DOV | KAN | DAR | CLT | GTW | SON | NSH | CSC | ATL | NHA | POC | RCH | MCH | IND | GLN | DAY | DAR | KAN | BRI | TEX | TAL | CLT | LVS | HOM | MAR | PHO | Puntos | Puntos de etapa | Puntos de playoff |                   |